# Escut de Riba-roja d'Ebre
L'escut oficial de Riba-roja d'Ebre (Ribera d'Ebre) té el següent blasonament:
Escut caironat: de gules, una creu de Malta acompanyada d'un riu en forma de faixa ondada d'argent abaixada. Per timbre una corona mural de vila.
Va ser aprovat el 29 de desembre de 1988 i publicat en el DOGC el 3 de febrer de 1989.

## Heràldica
El castell de la vila (del segle xii), sobre l'Ebre, va pertànyer als cavallers templers de la comanda d'Ascó, que va passar a l'orde de Sant Joan de l'Hospital a partir de 1317. L'escut representa, doncs, la creu de Malta en record dels templers i els hospitalers i el riu Ebre.

## Bandera
La bandera oficial de Riba-roja d'Ebre és d'origen heràldic i té la següent descripció:
Bandera apaïsada de proporcions dos d'alt per tres de llarg, vermella, amb una faixa ondanada blanca, d'amplada 1/6 de l'alt de la bandera i col·locada a una distància igual de la part inferior del drap. Al cantó del pal, una creu de Malta blanca d'altura 1/2 de la bandera i situada a 1/18 dels extrems de l'angle.
Va ser publicat en el DOGC el 9 de desembre de 1992.